# Joselpho Barnes
Joselpho Barnes (* 12. Dezember 2001 in Oberhausen) ist ein ghanaisch-deutscher Fußballspieler auf der Position eines Außenstürmers. Der 1,87 m große Rechtsfuß steht beim belgischen Erstligisten VV St. Truiden unter Vertrag.

## Privates
Barnes wurde am 12. Dezember 2001 in Oberhausen geboren. Sein Vater ist der ehemalige ghanaische Fußballnationalspieler Sebastian Barnes. Er besuchte die Realschule Am Stadtpark im Leverkusener Stadtteil Wiesdorf, wo er unter anderen auch als stellvertretender Schülersprecher tätig war.
Barnes hat einen jüngeren Bruder namens Sejoba Barnes, der beim MSV Duisburg in der U19 unter Vertrag steht.

## Vereinskarriere

### Anfänge
Über die SpVgg Ingelbach und die SpVgg Lautzert, wo er jeweils ein Jahr spielte, führte ihn 2013 sein Weg in die Jugend des VfL Leverkusen. In Leverkusen besuchte er außerdem eine Realschule. 2014 zog es ihn weiter in die Jugend des SV Bergisch Gladbach 09, wo er bis 2015 blieb. Anschließend schloss er sich der SC Fortuna Köln an, für die er ebenfalls eine Saison spielte. 2016 erfolgte der Wechsel in die Knappenschmiede des FC Schalke 04.
Bei den Knappen spielte er zunächst in der U-16, wurde dann aber zur U-17 hochgezogen, wo er in der Saison 2017/2018 der B-Junioren-Bundesliga in 21 Einsätzen sechs Tore vorbereiten konnte. Zum Ende der Saison wechselte er in die U-19 zu Norbert Elgert. Dort kam er in den folgenden zwei Spielzeiten zu 34 Ligaspielen, in denen ihm zwei Tore und ein Assist gelangen. Zur Saison 2021/22 stand er im Kader der zweiten Mannschaft und bestritt elf Spiele, in denen er zwei Tore vorbereitete. Trotz geringen Anteils, auch bedingt durch eine mehrmonatige Verletzungspause, konnte er sich für die U-20-Nationalmannschaft Ghanas empfehlen. Am Ende der Saison konnte er sich mit Schalke nicht über eine Vertragsverlängerung einigen. Der Verein bat ihm einen Einjahresvertrag an, Barnes wollte „langfristig auf Schalke zu bleiben, mit der ersten Mannschaft zu trainieren und bei der U23 zu spielen sowie parallel dazu den Sprung zur A-Nationalmannschaft Ghanas zu meistern“.

### Riga FC
Daher verließ Barnes seinen „Herzensverein“ und nahm an einem Probetraining des belgischen Zweitligisten Royal Excelsior Virton teil. Der Wechsel scheiterte aus bürokratischen Gründen. Trotz Möglichkeiten in der Schweiz, in Österreich oder in Dänemark zu spielen, schloss er sich dem lettischen Verein Riga FC an. Bei den Letten erhielt er die Rückennummer 19. Am 12. März 2022, dem ersten Spieltag der Saison 2022 im Spiel gegen Valmiera FC, gehörte er zum nominierten Kader an, blieb beim 2:1-Heimsieg allerdings ohne Einsatz. Barnes feierte sein Profidebüt am 19. März 2022, dem 2. Ligaspieltag, bei der 0:1-Auswärtsniederlage gegen FK Liepāja, als er in der 71. Minute eingewechselt wurde. Sein erstes Profitor erzielte Barnes am 5. April 2022 am vierten Spieltag beim 3:0-Heimsieg gegen den FK Spartaks Jūrmala.

### VV St. Truiden
Am 1. Juli 2023 unterschrieb Barnes einen Vertrag beim belgischen Erstdivisionär VV St. Truiden für zwei Jahre. Barnes erzielte am 4. Februar 2024 sein erstes Pflichtspieltor für seinen neuen Verein. Insgesamt bestritt er in seiner ersten Saison 31 von 40 möglichen Ligaspielen, in dem ihm ein Tor und eine Vorlage gelangen. Ebenfalls bestritt er zwei Pokalspiele. In der nächsten Saison waren es nur 9 von 36 möglichen Ligaspielen.

## Nationalmannschaft
Barnes gehörte zum ghanaischen Kader für die U-20-Fußball-Afrikameisterschaft 2021 in Mauretanien. Zuvor hatte er noch kein Länderspiel absolviert. Er wäre auch für die deutsche Fußballnationalmannschaft spielberechtigt gewesen. Sein Debüt feierte er im ersten Gruppenspiel am 16. Februar 2021 gegen die Auswahl von Tansania, in dem ihm beim 4:0-Sieg ein Tor gelang. Aufgrund des hohen Sieges reichten ein 0:0 gegen Tunesien und eine knappe 1:2-Niederlage gegen Gambia zum Weiterkommen. Er kam in allen drei Spielen zum Einsatz. Im Viertelfinale konnte Kamerun im Elfmeter geschlagen werden, im Halbfinale gelang durch einen 1:0-Sieg die Revanche gegen Gambia für die Niederlage in der Gruppenphase. In beiden Spielen durfte Barnes jedoch nur 15 Minuten absolvieren. Im Finale am 6. März 2021 gegen die Auswahl Ugandas kam er nicht zum Einsatz. Ghana gewann den Wettbewerb durch einen 2:0-Sieg.
Er wurde für zwei Freundschaftsspiele gegen die U-23 Südkoreas für den Kader der ghanaischen U-23 nominiert. Am 12. Juni 2021 feierte er sein Startelfdebüt bei der 3:1-Niederlage. Drei Tage später unterlag er erneut mit seiner Mannschaft gegen Südkorea, dieses Mal mit 2:1. Den Ehrentreffer erzielte Barnes in der 51. Minute.